# Janko Pacar
Janko Pacar (sinh ngày 18 tháng 8 năm 1990) là một tiền đạo hiện tại thi đấu cho FC Wohlen.

## Sự nghiệp
Vào tháng 1 năm 2016, anh gia nhập Petrolul Ploiești với bản hợp đồng cho mượn 18 tháng nhưng khi câu lạc bộ xuống hạng cuối mùa giải 2015-16. Vào tháng 7 năm 2016, anh ký bản hợp đồng 3 năm cùng với FC Wohlen.